# モフタル・リアディ
モフタル・リアディ（Mochtar Riady、李 文正、1929年5月12日  - ）はインドネシアの華人、実業家。財閥であるリッポーグループ（力宝集団）を創業した。

## 経歴

### 幼少期
1929年5月12日、オランダ領東インドであったジャワ島のマランでバティック販売業者の李亜美の8人兄弟の第5子として生まれる。生後5か月で母とともに福建省莆田県にある父の実家に移り、4人の姉や祖母とともに暮らした。第一次国共内戦などの影響で治安が悪いこともあり、1935年に姉を残して母とともにインドネシアの父のもとに戻っている。
バトゥでの暮らしを経てマランに引っ越し、南強小学校という中国系学校に通った。それまでは莆仙語を話していたが授業で北京語を習得し、『二十四孝』などの古典を父から学んだという。9歳の時に難産が原因で母が亡くなり、3人の妹も乳幼児期に亡くなったため父との2人暮らしとなり、11歳の頃から同郷人の手紙の代筆などを行うようになった。
1942年3月に大日本帝国がジャワ島を占領すると、福建省の同郷会に参加していた父は抗日組織の関係者とみなされて第二次世界大戦が終わるまで拘束された。このため、父の店を引き継ぐとともに日本軍の将校向けのホテルで事務員の仕事もした。また、中学校の授業が無くなったため小学校に通い続け、『老子』、『論語』などの古典とともに孫文の三民主義や鄒韜奮の著書などについて学び、反帝国主義への共感が強まったという。

### 青年期
第二次大戦後、インドネシア独立戦争が始まるとインドネシア独立軍への支援活動に参加し、スラバヤで購入した薬品をゲリラ部隊まで運搬したり、オランダ軍の位置情報を伝えるなどの活動をし、一時投獄された。すぐに釈放されたが身の危険を感じ、親族のつてで1946年末に上海に移り、さらに国民政府の要人の斡旋を得て国立中央大学（現・南京大学）の中国哲学科に入学している。大学では『老子』や『荘子』を学んでいたが、1949年1月に中国人民解放軍が淮海戦役に勝利すると南京の物資不足と治安状況が極度に悪化し、同年4月の南京陥落の前に香港に移動した。
インドネシアへの入国許可を待って1950年に帰国して半年ほどジャワ島各地を周り、1951年に李麗梅と結婚してジェンベルにある李麗梅の実家の雑貨店で3年間働いたのち、1954年にジャカルタで商売を始めた。関税の割安なランサを経由する形でシンガポールからの輸入業務を手がけたのを機に海運業を始め、テンビラハンなどへの輸送で最大17隻の船を運用するようになった。

### 銀行経営
1959年に、経営難に陥っていたクマクムラン銀行に華人5名とともに20万ドルを出資し、株式の66%を取得して会長兼頭取に就任した。最初は貸方と借方を分ける意味もわからなかったが、半年ほどで財務諸表を読めるようになったという。しかし貸出利子を着服する幹部の存在などからクマクムラン銀行の経営を離れ、故郷のバトゥで華人の出資者を募って1963年にブアナ銀行を買収して銀行業を本格的に始めている。また、1960年代半ばにはインドネシア大学の夜間部に通って経済学を学んだ。
スハルトへの政権移行にともなうインフレーションの沈静化を予想して貸出金利を引き下げる代わりに担保を取るなどの施策が奏功して経営は安定し、1966年には経営難のクマクムラン銀行やインドネシア工商銀行を傘下に加え、さらにスラバヤに新銀行を設立している。これら3行は1971年に合併してパン・インドネシア銀行となったが、親族の関係する不正融資などを機に1975年に辞職した。また、1960年代末頃に貿易支援を業務とするリッポー社を創業している。当時はエネルギー産業への参入が念頭にあり、「力の源泉」という意味で「力宝（リッポー）」という名前を付けたという。リッポーはシンガポールや香港にも法人を設立し、外貨を扱えないインドネシアの銀行では不可能な信用状の発行を国外の銀行に依頼する輸入代行業を手がけ、パン・インドネシア銀行の取引先などを顧客としていた。

### サリムグループでの活動
一方でサリムグループ創業者のスドノ・サリムの知遇を得ると1975年6月にバンク・セントラル・アジア（BCA）の経営者となり、文書管理や会計制度の改革を進めた。また、グダン・ガラムやユニリーバなど新規の大口取引先も開拓している。
さらにBCAを外国為替の決済が可能な銀行にするため信用力の高いアメリカの銀行の買収を検討し、ジャクソン・スティーブンスの紹介などもあって1980年にユニオン・プランターズ・ナショナル・バンク・オブ・メンフィスの株式を4.9%取得した。ユニオン・プランターズ・ナショナル・バンク・オブ・メンフィスとBCAは共同出資して香港にファイナンス会社を設立し、これによってBCAは外貨資金の獲得が容易になった。また、BCA自身も1985年にベトナム系華人との取引を目的にニューヨークに支店を開設している。
1983年にはマカオの誠興銀行をリッポーの香港法人がアメリカ人投資家などと共同で買収し、これに伴う不良債権などの問題を李嘉誠の力を借りて解決している。また、1980年代半ばにはリッポーと華潤集団が共同で出資して香港華人銀行を買収し、この頃に三男のスティーブンに香港リッポーグループの経営を任せるようになった。1986年には中国とインドネシアの国交正常化に先立ち中国銀行との為替取引契約を結ぶため、37年ぶりに中国を訪問している。この際に莆田市を再訪したのをきっかけに、アジア開発銀行の資金協力を得て福建省の湄洲湾での発電所建設計画に香港リッポーを通じて初期から参加し、2000年に発電所が操業を開始した。
インドネシアでは1981年にバンク・プルニアガアン・インドネシアの株式をスドノ・サリムと共同で49%取得し、数年後にリッポー銀行と改称して次男のジェームズ・リアディに経営を任せるようになった。また、1988年には政府による銀行支店開設の規制撤廃を受けてBCAが150支店、リッポー銀行が100支店を1年間に開設している。規模が大きくなったBCAとリッポー銀行についてインドネシア証券取引所への株式上場を計画し、前者はスドノの反対にあったが、リッポー銀行は1989年に同市場に上場した。同年、検査で血栓が見つかってオーストラリアで冠動脈大動脈バイパス移植術の手術を受けている。

### 独立
スドノはスハルト大統領と長年にわたり緊密な関係を築いていたが、スハルトの高齢化などによるリスクを考慮して、モフタルは1991年にサリムグループからの独立を決意した。強く留意されたのちにスドノとモフタルがそれぞれ保有するリッポー銀行とBCAの株式を交換し、独立している。生命保険会社を傘下に収め、日本やフランスと合弁の銀行を設立して金融グループとして業務を拡大する一方、担保として差し押さえたジャカルタ周辺の土地を利用してカラワチに外国人向けの住宅街、チカランに外国企業向けの工業団地、カラワンには霊園をそれぞれ設け、土地開発事業を手がけるようになった。
開発事業を知ったスハルトの三男・トミー・スハルトは自身が土地を保有するスントゥールをリッポーグループが開発するよう要求してきた。これを受け入れると、トミーが開発会社に送り込んだ財務担当者が建設業者や資材供給元に不正なリベートを要求するようになり、リッポーグループ全体が資金不足だというデマが流れて1995年にリッポー銀行の取り付け騒ぎが起きている。これが一因となって手元資金を積み上げていたため1997年からのアジア通貨危機でもリッポー銀行の国有化は免れたが、不良債権処理のために1999年に傘下のリッポー生命保険の株式70%をアメリカン・インターナショナル・グループに3億1,000万ドルで売却した。その後、政情不安のある発展途上国での金融業自体の苦労の大きさや相続を考えた結果、2004年末までにリッポー銀行や香港、アメリカなどの銀行関連事業の株式をすべて売却している。また、海外事業の拠点も2000年に香港からシンガポールに移している。
土地開発と情報通信関連をリッポーグループの中核に据える中で、さらに前者による住宅街開発のためにショッピングセンター、スーパーマーケット、百貨店、映画館、児童遊戯場、ホテル、病院、学校の各分野への進出を決め、ショッピングセンターなどの商業事業は買収や提携を進めた。学校については、英語教育を行う小中学校を皮切りに、ペリタ・ハラパン大学などもグループで設立している。また、シンガポールからグレンイーグルス病院を1996年にカラワチに誘致するなどしてノウハウを蓄積し、2018年にはリッポーグループ全体で32の病院を経営するようになった。また、2010年代に入ってからバンク・ナショナルノブを買収し、インターネットバンキングなどを中心に銀行業を再び手がけている

## 人物・家族など
60歳を過ぎてから、子供たちの影響もあってキリスト教徒になった。妻と6人の子供、22人の孫、56人のひ孫がいる。このうち、事業の後継者としては次男のジェームズ・リアディと三男のスティーブン・リアディがそれぞれインドネシア国内と国外の事業を担当している。妻とは北京語かインドネシア語、孫たちとは英語で会話をしているという。
「紅頂商人」と呼ばれた胡雪巌の故事などを反面教師として、政治家とは一定の距離を保つようにしたという。インドネシアでは事業をともにしたスドノ・サリムと異なり、スハルトと深く関わらなかったため退陣後も国内で事業を継続できた。一方、アメリカでは1984年にアーカンソー州で銀行を買収した際に州知事だったビル・クリントンの知遇を得て、後に次男のジェームズが親交を深めたが、大統領選の政治献金でジェームズが違法判決を受けている。中国では福建省の発電所建設の際に同州の共産党委員会書記だった習近平と知り合い、インドネシア訪問時には習を自宅に招いたという。